# Polycyrtus latigulus
Polycyrtus latigulus är en stekelart som beskrevs av Zuniga 2004. Polycyrtus latigulus ingår i släktet Polycyrtus och familjen brokparasitsteklar. Inga underarter finns listade i Catalogue of Life.